# Кіїнськ
Кії́нськ (рос. Киинск) — село у складі району імені Лазо Хабаровського краю, Росія. Входить до складу Черняєвського сільського поселення.

## Населення
Населення — 580 осіб (2010; 706 у 2002).
Національний склад (станом на 2002 рік):
- росіяни — 92 %